# Romik Khachatryan
Romik Khachatryan (en armenio: Ռոմիկ Խաչատրյան, (n. Ereván, Unión Soviética, 23 de agosto de 1978) es un exfutbolista armenio que jugaba en la posición de centrocampista. También fue parte de la selección nacional de Armenia, participando en 74 partidos internacionales en los cuales anotó 10 goles desde su debut en el partido amistoso frente a Georgia el 30 de marzo de 1997.

## Clubes
| Club                   | País       | Año         |
| ---------------------- | ---------- | ----------- |
| F.C. Vagharshapat      | Armenia    | 1994        |
| Kilikia FC             | Armenia    | 1995 - 1996 |
| BKMA Yerevan           | Armenia    | 1996        |
| Kilikia FC             | Armenia    | 1996 - 1998 |
| FC Araks Ararat        | Armenia    | 1999 - 2000 |
| Olympiakos Nicosia FC  | Chipre     | 2000 - 2002 |
| APOEL FC               | Chipre     | 2002 - 2003 |
| Olympiakos Nicosia FC  | Chipre     | 2003 - 2004 |
| OFI Creta              | Grecia     | 2004 - 2006 |
| Kilikia FC             | Armenia    | 2006        |
| Anorthosis Famagusta   | Chipre     | 2006        |
| FC Unirea Urziceni     | Rumania    | 2007        |
| Universitatea Cluj     | Rumania    | 2007 - 2008 |
| APOP Kinyras Peyias FC | Chipre     | 2008        |
| FC Banants             | Armenia    | 2008 - 2009 |
| Gandzasar F.C.         | Armenia    | 2009        |
| AEP Paphos FC          | Chipre     | 2009 - 2010 |
| Omonia Aradippou       | Chipre     | 2011        |
| Lokomotiv Tashkent     | Uzbekistán | 2012        |

## Palmarés
- Liga Premier de Armenia con FC Pyunik: 1995/96, 1996/97
- Copa de Armenia con FC Pyunik: 1996
- Supercopa de Armenia con FC Pyunik: 1997
- Primera División de Chipre segundo finalista con Olympiakos Nicosia: 2000/01
- Supercopa de Chipre con Olympiakos Nicosia: 2002
- Mejor asistente de la Bundesliga con el SC Freiburg 2005-2006
- Copa de Chipre con Anorthosis Famagusta: 2006/07
- Copa de Armenia  con FC Ashdod: 2008